# Ernst Bratuscheck
Ernst Carl Ludwig Bratuscheck, född den 8 mars 1837 i Auleben nära Nordhausen, död den 15 januari 1888 i Gießen, var en tysk klassisk filolog och filosof.
Bratuschek studerade för August Boeckh och Friedrich Adolf Trendelenburg i Berlin. År 1865 blev han promoverad till filosofie doktor och 1866 avlade han lärarexamen. Från 1867 var han gymnasielärare i Berlin. År 1871 genomförde han sin habilitation och blev privatdocent i filosofi vid universitetet i Berlin. 1874 blev han professor i filosofi vid universitetet i Gießen.